# تشتاب سفلي
تشتاب سفلي هي قرية في مقاطعة ميانة، إيران. عدد سكان هذه القرية هو 175 في سنة 2006.